# Sebastián Piana
Sebastián Piana (Buenos Aires, 26 de noviembre de 1903-Buenos Aires, 17 de julio de 1994) fue un músico, compositor, director de orquesta y pianista argentino, dedicado a la música de tango.
Fue compositor de la música, entre muchas otras obras, de las milongas Milonga del 900, Milonga sentimental, Milonga triste, de los tangos Viejo ciego, El pescante, (con letras de Homero Manzi), Tinta roja (con letra de Cátulo Castillo), Sobre el pucho (con letra y colaborando en la música, de José González Castillo), y de las milonga-candombes Aleluya (de 1940, con letra de Cátulo Castillo), Pena mulata (con letra de Homero Manzi) entre muchas otras y siendo el creador de este género.
Y también de candombes puros, y pregones del Buenos Aires colonial, con letras del poeta Dr. León Benarós: Cara de negro - 12 candombes y pregones de Buenos Aires (de 1790 a 1916).
Compuso también las bandas musicales de varias películas como Sombras porteñas (1936), Carnaval de antaño, He nacido en Buenos Aires, Nobleza gaucha, Las de barranco, El último payador y Derecho viejo.
Fue presidente de la Academia Porteña del Lunfardo.

## Biografía

### Infancia y juventud
Nació en Buenos Aires el 26 de noviembre de 1903 en el barrio de Almagro, en el hogar de una familia de inmigrantes italianos.
Su padre era peluquero y músico aficionado, tocaba varios instrumentos como el mandolín, la guitarra y el piano. Fue él quien lo alentó musicalmente desde pequeño, regalándole diversos instrumentos. Ya a los 10 años estudiaba música junto a su padre.
Estudió también en el instituto Musical Odeón, con el maestro D´Agostino. También realizó estudios junto a dos importantes músicos argentinos: el virtuoso Ernesto Drangosch y el compositor Juan Francisco Giaccobbe.
Debutó en un trío infantil cuando solo tenía 12 años. De manera profesional lo hizo cuando tenía 17 años en un cine de barrio tocando valses y fragmentos de óperas. Además era profesor de piano, esto refleja su precocidad en cuanto a la música. 

### Actividad profesional
En 1922 se presentó por primera vez en radio. Cuatro años más tarde, en 1926, conoció a Homero Manzi con quién formó un equipo conocido por escribir varias obras en colaboración en los años siguientes.
Hacia 1930 Rosita Quiroga le encargó a Homero Manzi que escribiera una milonga y este le pidió a Piana que compusiera la música, para así poder escribir los versos. Fue ahí cuando compuso "Milonga del 900" en tan solo una hora. Milonga del 900 recién tuvo versos tres años después de haber sido compuesta por Piana.
Siguió componiendo milongas acompañadas por los versos de Manzi, como Ropa blanca. Piana es, además, autor de Milonga de los fortines, Milonga de Juan Manuel, Milonga de Puente Alsina y también de varias músicas en colaboración con el poeta León Benarós, como La Milonga de Arolas. En esa época la milonga estaba relegada a tan sólo letra, y Piana la renovó porque la música, según él, era lo fundamental.
Piana fue también autor de piezas que figuran entre los mejores tangos como Silbando, en colaboración con Cátulo Castillo sobre letra de José González Castillo en 1925, Tinta roja sobre letra: Cátulo Castillo rn 1941, «De barro», «El pescante» (Letra: Homero Manzi. 1934), «No aflojés» (Letra: Mario Battistella. Música en conjunto con Pedro Maffia. 1934), «El parque de artillería» y «Son cosas del ayer», entre otros.
Aún a los 90 años seguía componiendo y dando clases. Escribió alrededor de quinientas obras y fue presidente de la Academia Porteña del Lunfardo.
En 1985 recibió un Diploma al Mérito de los Premios Konex como uno de los 5 mejores compositores de tango de la historia en Argentina.
Murió en la clínica Bazterrica de Buenos Aires el 17 de julio de 1994. Su cuerpo descansa en el Panteón de la Sociedad Argentina de Autores y Compositores en el Cementerio de la Chacarita.

## Obras
En la página de 'SADAIC' (Sociedad Argentina de Autores y Compositores de Música) hay 281 obras registradas, con: N.º, fecha de registro, título, subtítulo (de tenerlo) y autores. Ejemplo: #18468 | ISWC T-037008637-5 | Registrada el 28/09/1940 | T | CARNAVAL DE ANTAÑO | PIANA SEBASTIAN, ROMERO MANUEL.

## Filmografía
- He nacido en Buenos Aires (1959) dir. Francisco Mugica
- Derecho viejo (1951) dir. Manuel Romero
- Vidalita (1949) dir. Luis Saslavsky (tema musical)
- La canción que tú cantabas (1939) dir. Miguel Mileo
- Los caranchos de la Florida (1938)
- El hombre que nació dos veces (1938)
- Una porteña optimista (1937)